# Селецкий сельский совет (Полтавская область)
Селецкий сельский совет (укр. Селецька сільська рада) — входит в состав
Оржицкого района
Полтавской области
Украины.
Административный центр сельского совета находится в 
с. Великоселецкое.

## Населённые пункты совета
- с. Великоселецкое
- с. Малоселецкое